# Halsema Highway
De Halsema Highway (ook wel Baguio-Bontoc Road of Mountain Trail) is een 100 kilometer lange twee- tot vierbaanshoofdweg in het noorden van de Filipijnen. De Halsema Highway voert van Baguio naar Bontoc, dicht bij de rijstterrassen van Banaue. De weg voert via vele haarspeldbochten dwars door de bergen van de Cordillera Central en werd in in jaren 20 aangelegd door de Amerikaanse ingenieur E.J. Halsema. Het is de hoogste snelweg in de Filipijnen.